# أمير أباد (غوغر)
امیر أباد (بالفارسية: امیرآباد) هي مستوطنة تقع في إيران في قسم غوغر الريفي. يقدر عدد سكانها بـ 34 نسمة .